# 王璠 (天順進士)
王璠，字文玙，河南修武人，明朝政治人物、進士出身。

## 生平
景泰元年（1450年）舉庚午科河南乡试第二（經魁）。天顺四年（1460年），登庚辰进士二甲，授亚中大夫，任刑部四川司主事，升刑部员外郎。升直隸安庆府知府。

## 家族
父王懋；璠为长子。